# Calibrachoa cordifolia
Calibrachoa cordifolia là loài thực vật có hoa trong họ Cà. Loài này được Stehmann & L.W.Aguiar mô tả khoa học đầu tiên năm 2005.